# Eglestonit
Eglestonit (IMA-Symbol Egl) ist ein selten vorkommendes Mineral aus der Mineralklasse der „Halogenide“ mit der chemischen Zusammensetzung Hg1+6O(OH)Cl3 und damit chemisch gesehen ein Quecksilberoxychlorid.
Eglestonit kristallisiert im kubischen Kristallsystem und entwickelt flächenreiche dodekaedrische, oktaedrische oder würfelförmige Kristalle, die selten größer als einen Millimeter werden und einen harz- bis diamantähnlichen Glanz aufweisen. Er kommt aber häufig auch in Form körniger Mineral-Aggregate und krustiger Überzüge vor. Das Mineral ist allgemein durchscheinend und von gelber, gelboranger oder hellbräunlichgelber Farbe. An der Sonne dunkelt es allerdings schnell nach und wird dunkelbraun bis fast schwarz. Die Strichfarbe ist dagegen eher gelb bis grünlichgelb.

## Etymologie und Geschichte
Entdeckt wurde Eglestonit erstmals zusammen mit Terlinguait und Montroydit in Mineralproben, die B. F. Hill aus dem Bergbaubezirk Terlingua im Brewster County des US-Bundesstaates Texas gesammelt hatte. Analysiert und erstbeschrieben wurden die drei Minerale durch Alfred J. Moses, der die Erstbeschreibung 1903 zunächst im englischsprachigen Fachmagazin American Journal of Science und 1904 auch im deutschsprachigen Fachmagazin Zeitschrift für Kristallographie veröffentlichte.
Das Mineral Eglestonit benannte Moses nach Thomas E. Egleston (1832–1900). Dieser war Mitbegründer der Columbia School of Mines und Professor für Mineralogie und Metallurgie an der Columbia University in New York.
Das Typmaterial des Minerals wird in der Mineralogischen Sammlung des National Museum of Natural History (NMNH) in Washington, D.C. unter der Inventarnummer R01325 aufbewahrt.
Da der Eglestonit bereits lange vor der Gründung der International Mineralogical Association (IMA) bekannt und als eigenständige Mineralart anerkannt war, wurde dies von ihrer Commission on New Minerals, Nomenclature and Classification (CNMNC) übernommen und bezeichnet den Eglestonit als sogenanntes „grandfathered“ (G) Mineral. Die seit 2021 ebenfalls von der IMA/CNMNC anerkannte Kurzbezeichnung (auch Mineral-Symbol) von Eglestonit lautet „Egl“.

## Klassifikation
Bereits in der veralteten 8. Auflage der Mineralsystematik nach Strunz gehörte der Eglestonit zur Mineralklasse der „Halogenide“ und dort zur Abteilung „Oxidhalogenide“, wo er gemeinsam mit Kleinit, Mosesit und Terlinguait in der „Terlinguait-Eglestonit-Gruppe“ mit der Systemnummer III/C.03 steht.
In der zuletzt 2018 überarbeiteten Lapis-Systematik nach Stefan Weiß, die formal auf der alten Systematik von Karl Hugo Strunz in der 8. Auflage basiert, erhielt das Mineral die System- und Mineralnummer III/D.06-040. Dies entspricht ebenfalls der Abteilung „Oxihalogenide“, wo Eglestonit zusammen mit Aurivilliusit, Comancheit, Gianellait, Hanawaltit, Kadyrelit, Kleinit, Mosesit, Pinchit, Poyarkovit, Tedhadleyit, Terlinguacreekit, Terlinguait und Vasilyevit eine unbenannte Gruppe mit der Systemnummer III/D.06 bildet.
Die von der International Mineralogical Association (IMA) zuletzt 2009 aktualisierte 9. Auflage der Strunz’schen Mineralsystematik ordnet den Eglestonit in die erweiterte Abteilung „Oxihalogenide, Hydroxyhalogenide und verwandte Doppel-Halogenide“ ein. Diese ist weiter unterteilt nach den in der Verbindung vorherrschenden Metallen. Das Mineral ist hier entsprechend seiner Zusammensetzung in der Unterabteilung „mit Hg“ zu finden, wo es zusammen mit Kadyrelit die „Eglestonitgruppe“ mit der Systemnummer 3.DD.05 bildet.
In der vorwiegend im englischen Sprachraum gebräuchlichen Systematik der Minerale nach Dana hat Eglestonit die System- und Mineralnummer 10.05.04.01. Das entspricht ebenfalls der Klasse der „Halogenide“ und dort der Abteilung „Oxihalogenide und Hydroxyhalogenide“. Hier findet er sich innerhalb der Unterabteilung „Oxihalogenide und Hydroxyhalogenide mit der Formel Am(O,OH)pXq“ in einer unbenannten Gruppe mit der Systemnummer 10.05.04, in der auch Kadyrelit eingeordnet ist.

## Kristallstruktur
Eglestonit kristallisiert in der kubischen Raumgruppe Ia3d (Raumgruppen-Nr. 230) mit dem Gitterparameter a = 16,04 Å sowie 16 Formeleinheiten pro Elementarzelle.
| Kristallstruktur von Eglestonit nach Mereiter, Zemann und Hewat (1992) |
| --- |
| - mit Blickrichtung parallel zur a-Achse - mit Blickrichtung parallel zur b-Achse - mit Blickrichtung parallel zur c-Achse - räumliche Darstellung in der kristallographischen Standardausrichtung |
| Farblegende: 0 _ Hg 0 _ O 0 _ Cl |

## Bildung und Fundorte
Eglestonit bildet sich durch Oxidation aus primären Quecksilbermineralen in entsprechenden Quecksilber-Lagerstätten. An seiner Typlokalität im Bergbaubezirk Terlingua trat das Mineral außer mit Terlinguait und Montroydit noch vergesellschaftet mit Calcit, Calomel und gediegen Quecksilber auf. Des Weiteren kennt man Eglestonit im texanischen Brewster County noch aus der Mariposa Mine und der „Margaret D Lode“. Im San Mateo County von Kalifornien fand sich als weiteres Begleitmineral noch Cinnabarit und in der Quecksilberlagerstätte Kadyrel im Oorash-Khem-Flusstal im Uyuk-Gebirge der russischen autonomen Republik Tuwa im südlichen Teil von Sibirien fanden sich zusätzlich noch Lavrentievit und Kadyrelit.
Als seltene Mineralbildung konnte Eglestonit nur an wenigen Orten nachgewiesen werden, wobei weltweit bisher rund 40 Vorkommen dokumentiert sind (Stand 2025). In den Vereinigten Staaten trat das Mineral außer in den bereits genannten Fundstätten in Texas und an weiteren Stellen in verschiedenen Counties von Kalifornien noch im Gila County in Arizona, im Howard County und im Pike County in Arkansas sowie im Humboldt County und Lander County in Nevada auf.
In Deutschland konnte Eglestonit bisher nur in mehreren Gruben am Moschellandsberg sowie in der Grube Frischer Mut am Stahlberg bei Rockenhausen in Rheinland-Pfalz entdeckt werden.
Weitere Fundorte sind unter anderem die Antimon-Quecksilber-Lagerstätten in Kadamdschai (englisch Kadamjay) in Kirgisistan, die Quecksilberminen San Luis nahe Taxco de Alarcón (Guerrero) und Dulces Nombres bei Moctezuma (San Luis Potosí) sowie San Onofre nahe Fresnillo (Zacatecas) in Mexiko, das als Fundstätte für sehr seltene Halogenid-Minerale bekannte Bergwerk Adolf bei Rudabánya in Ungarn, die Quecksilberlagerstätte Kelyana in der russischen autonomen Republik Burjatien, die Cerro Minado Minen bei Cuesta Alta in der Provinz Almería (Andalusien), die El Entredicho Mine bei Almadenejos in der Provinz Ciudad Real (Castile-La Mancha) und die Mariquita Mine (auch Sultana Mine) bei Usagre in der Provinz Badajoz (Extremadura) in Spanien sowie die Cinnabarit-Grube Monarch bei Gravelotte (Limpopo) in Südafrika.